# A quartz bead
A quartz bead (Kwarcowy paciorek) – drugi, po Wiśni, komiks internetowy autorstwa Konrada Okońskiego. Komiks zaczął się ukazywać 13 października 2006. Jest wykonany techniką akwareli i utrzymany w kolorystyce sepii, chociaż używane są także inne kolory: szary łamiący monotonię sepiowej strony, błękitny dla magii i czerwony dla magii demonów, o czym sam autor wspomina w filmie "Not Safe For Worms#1 - pierwszy odcinek, proces rysowania", który zamieścił na swoim oficjalnym kanale na YouTube. Dostępny jest w dwóch wersjach językowych – polskiej i angielskiej.

## Opis fabuły
Młoda dziewczyna imieniem Raina przybywa do pewnego miasteczka, aby objąć w posiadanie tajemniczy Dom Strażnika, do którego klucz dostała od nieznanego jej mężczyzny. Poznaje swojego nowego sąsiada (Szymon) oraz dziwnych ludzi, chcących ją doprowadzić do "swojego pana". Dowiaduje się, że miasto jest zbudowane wokół źródła energii, co pozwala ludziom podnosić swoje umiejętności na poziom magii. Tymczasem zaczyna interesować się nią coraz więcej osób, najczęściej mających wrogie zamiary.

## Postacie
- Raina – główna bohaterka komiksu. Nie wiadomo skąd przybyła, wiadomo tylko że ma za sobą pobyt w domu dziecka i ciężki przypadek schizofrenii (herbata jest elementem jej terapii). Jej partnerem jest żywy cień – Don Quijote. Raina ma kilka cech szczególnych – różnokolorowe oczy, tatuaż i ciemniejsze pasmo włosów. Jest ironiczna i uważa wizytę w mieście za dobrą zabawę – do czasu spotkania z Lordem Amadeuszem.
- Don Quijote – partner Rainy jest właściwie jej cieniem. Nie wiadomo, czemu żyje, ani dlaczego obrał sobie główną bohaterkę za swoją Dulcyneę. Potrafi przybierać dowolną fizyczną formę.
- Grajek – naprawdę ma na imię Szymon. Sąsiad Rainy jest miłośnikiem muzyki, a jego dom jest pełen instrumentów. To on opisuje Rainie sytuację w mieście. Wydobywając odpowiedni dźwięk z instrumentów potrafi dokonywać niesamowitych rzeczy. Zna zarówno Amadeusza, jak i Tybalda – podobno niegdyś był gorszy niż oni razem wzięci[1].
- Lord Amadeusz – jeden z dwóch lordów miasta. Czystej krwi demon. Ma własnego ochroniarza, Furię. Silny i bogaty, ale zawsze uprzejmy. Zaprosił Rainę do siebie, by zdobyć jej zaufanie, niestety spotkanie przerwały "odwiedziny" Baldwina. Wie, że Grajek zamierza zmusić go do pogodzenia się z Tybaldem, aby bronić miasta przed Baldwinem.
- Lord Tybald – "dobry" lord miasta. Jego sługami są Białe Szale, którzy pilnują, aby magia nie została użyta w złym celu. Mimo to powitał Rainę posyłając za nią oddział swoich sług, których Furia i Amadeusz nazywają "psami". Nie pojawił się w komiksie, albowiem został zabity przez Baldwina.
- Baldwin – wygnaniec sprzed dziesięciu lat powrócił do miasta wraz ze swą mechaniczną służbą. Jego spotkanie po latach z Amadeuszem (był wówczas widoczny na monitorze robota) zakończyło się spektakularną eksplozją i uszkodzeniem pałacu Amadeusza. Wkrótce potem okazało się, że pokonał lorda Tybalda i zajął jego miejsce.
- Furia – bardzo potężny ochroniarz Amadeusza. Nosi ogromne miecze, zaklęte do postaci małych kulek. Jego siła i zwinność pozwoliły mu wygrać z robotem nasłanym przez Baldwina. Ma zwyczaj skrywać swą twarz za maskami. Jest dobrze wychowany i zawsze dba o honor swojego gospodarza.
- Psy – nazywani Białymi Szalami, są ludźmi na usługach Tybalda. Według autora, w zamian za posłuszeństwo otrzymują trochę mocy magicznej[2]. Jeden z nich, Nail, zlekceważył Furię i niemalże zginął. Ich druga nazwa wywodzi się od noszonych przez nich szali. Teoretycznie organizacja istnieje aby pilnować porządku w mieście[3]
- Roboty – Nie wiemy o nich zbyt wiele. Służą Baldawinowi i są obdarzone sztuczną inteligencją. Część z nich, miało na celu wyeliminowanie osób, potrafiących władać magią.
- Saul i Oriole – dwójka nowych bohaterów. Saul jest dorosłym rysownikiem, który, ku swemu zaskoczeniu, nie może narysować Rainy, dlatego chce poznać jej sekret. Rysując, potrafi np. odtwarzać zniszczone przedmioty czy całe budynki. Oriole jest małą dziewczynką o niesamowitej sile i zwinności. Jej stosunki z Rainą są co najmniej chłodne. Saul szkoli ją w sztukach walki.
- Lyonesse – bardzo chuda dziewczyna, która ratuje Rainę z opresji, a po odejściu Grajka pojawia się w domu Amadeusza (prawdopodobnie służy mu). Ma zręczne ręce i potrafi stawać się niewidoczna w mroku[4].